# Víctor Espinoza (jinete)
Víctor Espinoza (Tulancingo, Hidalgo, 23 de mayo de 1972) es un jinete de caballos de carrera de purasangre mexicano. 
Es el penúltimo de seis hermanos varones y seis mujeres. Su familia emigró a la Ciudad de México cuando él tenía 12 años. 
Fue cuidador de caballos hasta que tuvo la oportunidad de estudiar en la escuela para jockeys del Hipódromo de las Américas, en la Ciudad de México.
Fue jinete en San Francisco, California, después de obtener su visa de trabajo y su licencia como jinete. Posteriormente se trasladó a Los Ángeles, donde compitió en los hipódromos de Hollywood Park, Pomona, Del Mar y Santa Anita.
En 2000 ganó la carrera Breeders' Cup Distaff, montando al caballo Spain. 
En 2001 obtuvo el tercer lugar en el Derby de Kentucky y el segundo lugar tanto en la carrera Preakness Stakes en Baltimore como en la Belmont Stakes en Nueva York, las tres carreras que forman la Triple Corona hípica.
En 2002 ganó el Derby de Kentucky y la Preakness Stakes montando al caballo War Emblem.
En 2002 recibió el Premio ESPY al mejor jockey, otorgado por la cadena de televisión de deportes ESPN.
En 2013 ganó su carrera número tres mil.
En 2014 ganó su segundo Derby de Kentucky, montando a California Chrome  y nuevamente recibió el Premio ESPY como mejor jockey, otorgado por ESPN. 
En 2015 ganó el Derby de Kentucky, el Preakness Stakes y el Belmont Stakes, las tres gemas de la Triple Corona hípica, montando a American Pharoah, propiedad de Ahmed Zayat y entrenado por el legendario Bob Baffert. La última vez que se consiguió la hazaña fue en 1978 por Affirmed, hace 37 años.
Ésta es la primera vez que un jockey latino gana la Triple Corona y el más viejo en lograrlo, a los 43 años de edad. En agosto venció el Haskell Invitational de la  con American Pharoah. Además recibió su tercer Premio ESPY a mejor jockey.
En 2016, ganó la Copa Mundial de Dubái con un premio de 10 millones de dólares, montando a California Chrome.

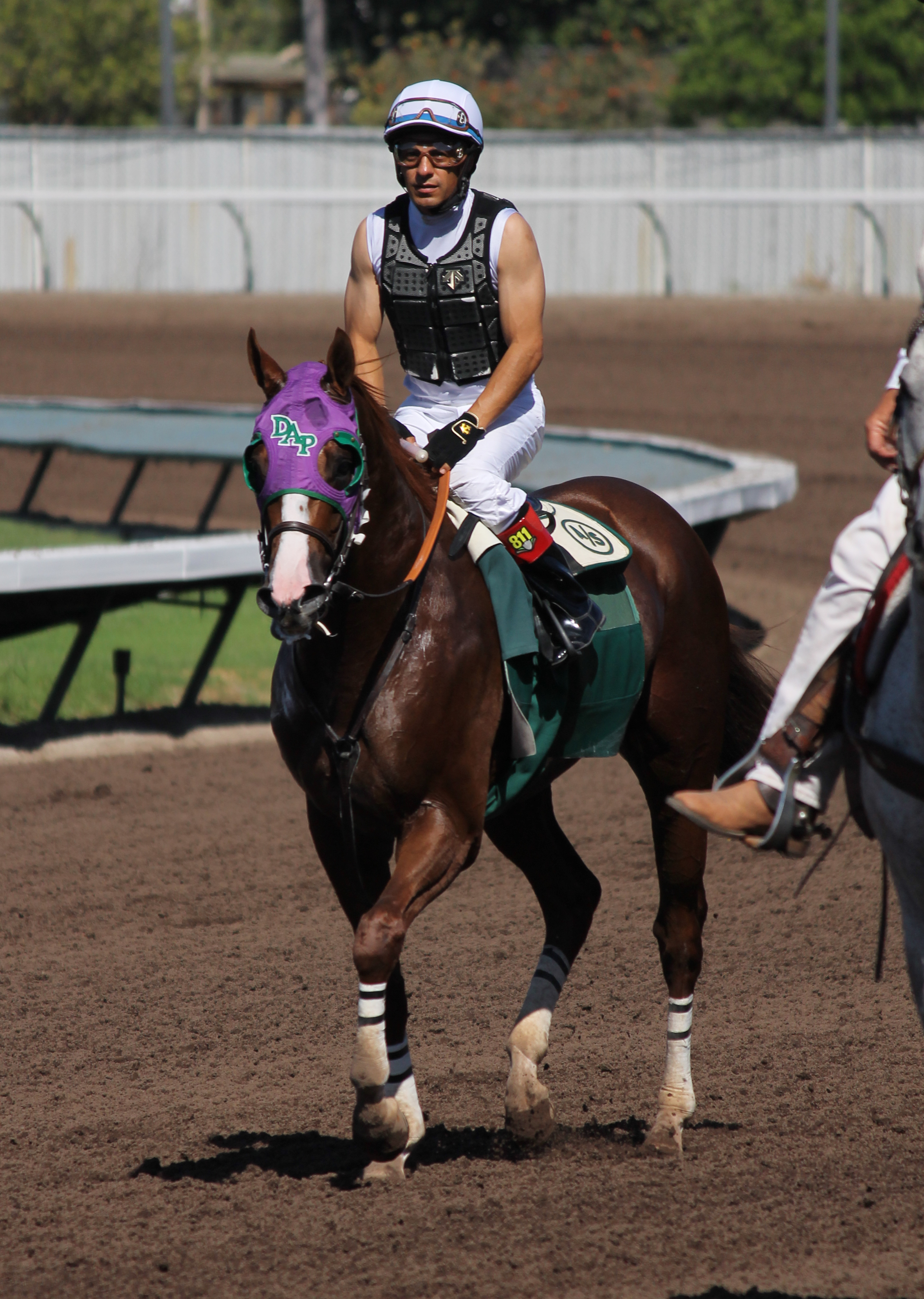
Espinoza montando a «California Chrome» en un entrenamiento público en septiembre de 2014

El 22 de julio de 2018 Espinoza se lesionó la columna vertebral cuando montaba a Bobby Abu Dhabi en el hipódromo de Del Mar, sufrió la fractura de una vértebra. Inicialmente se esperaba que se recuperara por completo pero varias semanas después del accidente seguía teniendo problemas para afeitarse, caminar, levantarse de la cama y le faltaba sensibilidad en el brazo izquierdo. El 5 de enero de 2019, Espinoza volvió a montar en el Parque Santa Anita.
Espinoza, quien no es casado y no tiene hijos, normalmente dona el 10% de sus ganancias, pero luego de su rotundo triunfo declaró que cederá la totalidad de los US$80,000 que ganó con la Triple Corona al City of Hope, un centro de tratamiento de cáncer en California.